# Digital Love (bài hát của Daft Punk)
"Digital Love" là một bài hát của bộ đôi nhạc điện tử người Pháp Daft Punk, được phát hành vào ngày 11 tháng 6 năm 2001 dưới dạng đĩa đơn thứ ba từ album Discovery.

## Tiểu sử
Theo như ghi chú lót của Discovery, bài hát có chứa sample từ ca khúc "I Love You More" của George Duke. Sample đó đã được chuyển thể thành một bài hát nhạc điện tử về tình yêu không nói lên lời với lời bài hát của DJ Sneak và giọng hát của Daft Punk. Chilly Gonzales đã nhận xét về tiến trình hợp âm bắt nguồn từ sample, lưu ý rằng phần hòa âm treo đã góp phần tạo nên cảm giác thiết tha và khao khát của bài hát.
Ca khúc được biết đến với phần độc tấu nổi bật trong nửa sau của nó. Thomas Bangalter tiết lộ rằng: "Không còn ai chơi độc tấu nữa, nhưng chúng tôi muốn đưa một số vào album." Guy-Manuel de Homem-Christo cũng lưu ý việc bộ đôi sử dụng thiết bị phòng thu để gợi lên âm thanh của một nghệ sĩ đời trước:
| “ | Trong 'Digital Love', bạn sẽ có cảm giác Supertramp trong khúc nhạc dạo. Chúng tôi không lấy sample từ Supertramp, nhưng chúng tôi có đàn piano điện Wurlitzer mà họ đã sử dụng, vì vậy chúng tôi nghĩ sẽ thú vị hơn nếu có nhạc cụ gốc và thử nghiệm với nó. Chúng tôi chủ yếu sử dụng đàn synthesizer cổ điển, cùng với các loại piano điện cũ hơn như Rhodes, Wurlitzer, Clavinet. Chúng tôi không sử dụng Clavinet trong Discovery, nhưng tôi thường sử dụng nó trong phòng thu của mình. | ” |

"Digital Love" đứng ở vị trí thứ 14 trên UK Singles Chart và đạt vị trí thứ chín trên bảng xếp hạng Hot Dance Music/Club Play tại Hoa Kỳ. Nó cũng đạt vị trí thứ 67 tại Úc, được phát hành cùng với mặt B của nó, "Aerodynamic".

## Video âm nhạc
Video được phát hành vào năm 2001 và sau đó sẽ xuất hiện như một phần của bộ phim hoạt hình năm 2003 Interstella 5555: The 5tory of the 5ecret 5tar 5ystem.
Ngay sau các sự kiện xảy ra trong video "Aerodynamic", các nhân viên bảo vệ của hành tinh lạ đã lấy lại đủ ý thức để gửi tín hiệu cấp cứu cho một phi hành gia ở xa tên là Shep. Lúc đầu, Shep được nhìn thấy đang lau chùi bên ngoài con tàu vũ trụ của mình trong khi hát theo lời bài hát. Sau khi hoàn thành nhiệm vụ, anh quay trở lại tàu và nằm dài trong phòng ngủ của mình, chất đầy những kỷ vật của ban nhạc người ngoài hành tinh. Anh ấy chìm vào giấc mơ ban ngày, nơi anh ấy khiêu vũ với người mình yêu, nữ tay chơi bass của ban nhạc (sau này được tiết lộ tên là Stella), giữa không trung.
Giấc mơ của Shep đột ngột dừng lại khi anh bị đánh thức bởi tín hiệu cấp cứu được gửi đến cho anh ta. Anh kinh hoàng khi biết về vụ bắt cóc của ban nhạc và tình trạng hiện tại của hành tinh lạ, ngay lập tức truy đuổi những kẻ bắt cóc. Sau khi cuộc rượt đuổi dẫn đến một lỗ sâu, những kẻ bắt cóc đã hạ cánh an toàn cùng với nhóm nhạc bất tỉnh tại căn cứ của chúng trên Trái Đất, còn Shep thì hạ cánh xuống một khu rừng gần đó, khiến anh tạm thời bất tỉnh. Những kẻ bắt cóc đưa nhóm nhạc vào phòng thí nghiệm của căn cứ cho các sự kiện diễn ra trong video "Harder, Better, Faster, Stronger".

## Tầm ảnh hưởng
Bài hát đã được sử dụng trong một quảng cáo hãng GAP. Video có cả hai thành viên của Daft Punk đội mũ bảo hiểm và găng tay robot cũng như áo sơ mi denim và quần jean của GAP. Họ xuất hiện khiêu vũ với Juliette Lewis. Khi được hỏi về điệu nhảy của Daft Punk trong quảng cáo, Guy-Manuel de Homem-Christo cho biết "Trông có vẻ rất dễ, nhưng khi bạn đồng hành cùng đoàn làm phim, thực sự không hề dễ dàng chút nào, mặc dù biên đạo múa rất lịch sự." "Digital Love" cũng được Nokia sử dụng cho quảng cáo của Nokia 5300 và được sử dụng trong một số tập của các chương trình MTV như Is It College Yet?, Pimp My Ride, Date My Mom và Next.
Ban nhạc Mỹ Hellogoodbye thường sử dụng hai câu đầu tiên của "Digital Love" thay cho câu thứ hai của bài hát "Here (In Your Arms)" khi biểu diễn trực tiếp. Một phiên bản trực tiếp của bài hát do nhóm Đan Mạch Alphabeat biểu diễn được phát hành trên iTunes trong một phần của một EP trực tiếp.

## Danh sách bài hát
| Bản phát hành tại Nhật (VJCP-61055) | Bản phát hành tại Nhật (VJCP-61055) | Bản phát hành tại Nhật (VJCP-61055) |
| STT                                 | Nhan đề                             | Thời lượng                          |
| ----------------------------------- | ----------------------------------- | ----------------------------------- |
| 1.                                  | "Digital Love" (radio edit)         | 3:59                                |
| 2.                                  | "Digital Love" (album version)      | 4:59                                |
| 3.                                  | "Digital Dub"                       | 5:00                                |
| 4.                                  | "Aerodynamic"                       | 3:45                                |
| 5.                                  | "Aerodynamite"                      | 7:47                                |

## Thứ hạng
| Thứ hạng (2001)                     | Vị trí cao nhất |
| ----------------------------------- | --------------- |
| Úc (ARIA)                           | 67              |
| Bỉ (Ultratip Flanders)              | 2               |
| Bỉ (Ultratop 50 Wallonia)           | 38              |
| Europe (Eurochart Hot 100)          | 30              |
| Pháp (SNEP)                         | 33              |
| Đức (GfK)                           | 85              |
| Ireland (IRMA)                      | 35              |
| Ireland Dance (IRMA)                | 4               |
| Ý (FIMI)                            | 28              |
| Scotland (OCC)                      | 16              |
| Thụy Sĩ (Schweizer Hitparade)       | 60              |
| Anh Quốc (OCC)                      | 14              |
| Anh Quốc Dance (OCC)                | 8               |
| Hoa Kỳ Dance Club Songs (Billboard) | 9               |

| Thứ hạng (2021)                               | Vị trí cao nhất |
| --------------------------------------------- | --------------- |
| Hoa Kỳ Hot Dance/Electronic Songs (Billboard) | 23              |

## Chứng nhận
| Quốc gia                                                    | Chứng nhận | Số đơn vị/doanh số chứng nhận |
| ----------------------------------------------------------- | ---------- | ----------------------------- |
| Anh Quốc (BPI)                                              | Bạc        | 200.000‡                      |
| ‡ Chứng nhận dựa theo doanh số tiêu thụ và phát trực tuyến. |            |                               |

## External links
- Digital Love trên Discogs (danh sách phát hành)